# Фирисвелир
Фирисвелир (на норвежки: Fyrisvellir, на шведски: Fyrisvallarna) е блатиста равнина разположена южно от региона на Гамла Упсала. В старите времена, когато там било седалището на Инглингите, пътниците слизали от корабите си и вървели към храма на Упсала и тронната зала на шведския конунг.
Етимологията на името идва от старата норвежка дума „Fyrva“, която означава „отлив“, тъй като по онова време равнината частично се наводнявала от морето. Днес тези земи вече не ги залива морето и на това място се е разраснал съвременният град Упсала.
През 984/985 г. на това място се провела т.нар. битка при Фирисвелир между Ерик Победоносния и неговия племенник Стирбьорн Силния за спечелването на шведската корона. Близо 5 века по-рано пак на това място се състояла и битката между Хуглейк и Хаки.